# ČSA-Flug 540
Der ČSA-Flug 540 (Flugnummer: OK540, Funkrufzeichen: CSA LINES 540) war ein internationaler Linienflug der Československé Aerolinie (ČSA) von Prag nach Teheran mit einem planmäßigen Zwischenstopp in Damaskus. Am 20. August 1975 wurde dieser Flug mit einer Iljuschin Il-62 durchgeführt. Am Ende des ersten Flugabschnittes, kurz vor der Landung in Damaskus, wurde die Maschine ins Gelände geflogen, wobei 126 der 128 Insassen an Bord der Maschine starben. Bis heute handelt es sich um den schwersten Flugunfall in Syrien, den schwersten der ČSA und den schwersten der tschechoslowakischen und tschechischen Luftfahrt.

## Maschine
Das Flugzeug war eine 1973 gebaute Iljuschin Il-62 mit der Werknummer 31502. Die Maschine wurde am 17. September 1973 mit dem Luftfahrzeugkennzeichen OK-DBF an die Československé Aerolinie (ČSA) ausgeliefert und von dieser seitdem mit dem Taufnamen Brno Trade Fair betrieben. Das vierstrahlige Langstrecken-Schmalrumpfflugzeug verfügte über 174 Sitzplätze für Passagiere und wurde von vier Turbinenluftstrahtriebwerken vom Typ Kusnezow NK-8-4 angetrieben. Bis zum Zeitpunkt des Unfalls hatte die Maschine eine kumulierte Betriebsleistung von 4.000 Betriebsstunden absolviert.

## Insassen
Den Flug auf dem ersten Flugabschnitt hatten 117 Passagiere angetreten, es befand sich eine elfköpfige Besatzung an Bord. Die Cockpitbesatzung bestand aus dem Flugkapitän Ján Gajdoš, der über 19.000 Stunden Flugerfahrung verfügte, dem Ersten Offizier Stanislav Žižka, der über 15.000 Stunden Flugerfahrung vorzuweisen hatte, einem Flugingenieur und einem Navigator.

## Unfallhergang
Die Maschine startete um 19:35 Uhr des 19. August 1975 in Prag. Der Erste Offizier steuerte die Maschine auf diesem Flugabschnitt. Es herrschten günstige Wetterverhältnisse mit guter Sicht, als die Maschine sich in der Nacht zum 20. August 1975 im Anflug auf Damaskus befand. Der Wind wehte aus der Richtung von 230 Grad mit einer Geschwindigkeit von 10 Knoten. Die Maschine erhielt eine Freigabe zum Anflug auf Landebahn 23R. Etwa 17 km vor dem Flughafen schlug die Maschine um 01:13 Uhr Ortszeit in einer Höhe von 605 Metern über dem Meeresspiegel in einer Düne auf, brach auseinander und geriet in Brand. Ein sechs Monate altes Kind und ein syrischer Student hatten großes Glück, beide saßen hinten und wurden nach dem Aufprall herausgeschleudert. Diese beiden Passagiere überlebten den Unfall, 126 Insassen starben. Bei den Toten handelte es sich um 67 Tschechoslowaken, 55 Syrer, drei Polen (darunter der Theaterregisseur Konrad Swinarski) und einen DDR-Bürger.

## Ursache
Die Unfalluntersuchung wurde dadurch erschwert, dass der Flugdatenschreiber beim Brand zerstört wurde und die Cockpitinstrumente den Brand nur teilweise überstanden. Die Untersuchung ergab, dass die Maschine zuerst mit dem Bugfahrwerk, dann der linken Tragfläche, dem Hauptfahrwerk und schließlich dem hinteren Rumpf und der rechten Tragfläche den Boden berührte. Die Unfallursache konnte nie ermittelt werden. Die Unfallkommission ging letztlich davon aus, dass die Besatzung die tatsächliche Höhe des Fluges nicht kannte und glaubte, dass sie kurz vor dem Aufprall mehrere hundert Meter höher war. Auf dem Heimatflughafen und auf anderen Flughäfen in sozialistischen Ländern wurde die QFE-Höhe (tatsächlicher barometrischer Druck in Höhe der Landebahn) von den Fluglotsen übermittelt, aber die Besatzung erhielt die QNH-Höhe (Druck auf Meereshöhe umgerechnet) vom Tower in Damaskus. Wahrscheinlich ist, dass Žižka sich bei der Eingabe des Druckwerts geirrt und einen falschen Wert auf dem Höhenmesser eingestellt hat. Die Daten hätten vom Navigator, der zu diesem Zeitpunkt normalerweise Mitglied der Besatzung war, überprüft werden müssen, was er während des Fluges jedoch wahrscheinlich nicht getan hat.

## Weitere Spekulationen zur Unfallursache
Es wurde spekuliert, dass Meinungsverschiedenheiten zwischen den beiden Piloten dazu beigetragen hätten, die schicksalhafte Kette von Ereignissen auszulösen, die zu dem tragischen Unfall führte. Einigen Zeugen zufolge hatten Gajdoš und Žižka nicht gerade ein vertrauensvolles Verhältnis. Sie flogen normalerweise nicht so zusammen, aber am Dienstag, dem 19. August 1975, kam der ursprünglich zugewiesene Copilot nicht zur Arbeit, sodass Žižka einspringen musste.
Einigen Spekulationen zufolge wurde die tschechoslowakische Maschine versehentlich von der syrischen Armee abgeschossen und der Fall aus politischen Gründen „vertuscht“. Konkrete Beweise für eine solche Behauptung sind jedoch nie aufgetaucht, und es gibt nur Zeugenaussagen aus zweiter Hand über den Abschuss. Zudem schlug das Flugzeug in einem Stück auf dem Boden auf, was eher auf einen Pilotenfehler hindeutet.